# Valores familiares
Valores familiares son los que se proponen identificar con lo que se considera la familia nuclear o moderna por contraposición a sus opuestos, en rasgos como su estructura, función, roles, creencias, actitudes e ideales; y que sociológicamente se pueden o no considerar «norma» frente a otros tipos de familias.
Se asocian a un modelo ideal, divulgado en todo tipo de productos culturales, de familia nuclear con un padre de familia (paterfamilias) varón y responsable del mantenimiento familiar (breadwinner, «el que gana el pan»), vinculado por matrimonio legalmente constituido con una mujer que cumple el papel de ama de casa; y que en el seno de ese matrimonio tienen y crían hijos biológicos sometidos a la patria potestad hasta su emancipación, que se produce típicamente cuando pasan a formar su propio núcleo familiar. En realidad, es una institución relativamente reciente frente al concepto de familia extensa o tradicional. Su imposición como modelo se produjo a mediados del siglo XX en la ideología dominante y medios de comunicación de masas estadounidenses, y su influencia extendida a todo el mundo. También se divulgan del mismo modo sus parodias (The Addams Family, Eight is enough, The Simpsons, Family Guy).

## Definiciones
Los valores familiares se definen enciclopédicamente como: «los principios morales y éticos tradicionalmente mantenidos y transmitidos dentro de una familia, como la honestidad, la lealtad, la industriosidad (ética del trabajo) y la fe»; «los valores de una clase particularmente tradicional o conservadora que se mantienen para promover el funcionamiento sano de la familia y fortalecer los fundamentos de la sociedad»; o «los valores que tradicionalmente se aprenden o refuerzan dentro de una familia, como la disciplina y los altos patrones morales».
Además de estos aspectos morales o éticos, de carácter universal, entre los rasgos que pueden considerarse valores para cuyo mantenimiento y transmisión ejerce un gran papel en la familia están los étnicos o identitarios, como la lengua, la religión y la cultura; además de los raciales (sea cual sea la naturaleza de éstos –muy debatida–, se transmiten biológicamente).

## Opciones ideológicas
La reivindicación de los valores familiares fue clave para la Gleichschaltung en la Alemania nazi, reduciendo el papel de a mujer a «niños [maternidad], iglesia y cocina» (kinder, kirche, küche). Similar función tuvo en el nacionalcatolicismo español.
En los Estados Unidos, la defensa de los valores familiares (family values) es enarbolada por la denominada mayoría moral y otras fuerzas conservadoras para oponerse al aborto, los derechos LGBT y el feminismo. En otros países como Australia, México o España, se dan similares planteamientos sobre la defensa de «la vida y la familia» y oposición a lo que se ha denominado «ideología de género». En este sentido, existen organizaciones como Cherish Life, Right to Life Australia y Australian Christian Lobby (Australia); el Frente Nacional por la Familia (México); y HazteOir (España) que es CitizenGO a nivel internacional. Estas organizaciones son denominadas como ultraconservadoras y ultracatólicas.

## Familismo
Se ha denominado familismo o familialismo (familism, familialism) a la ideología que pone su prioridad en el concepto de la familia y sus valores. Prioriza las necesidades de la familia sobre las de los individuos y aboga por un «sistema de bienestar» en el que sean las familias, y no el Estado (Estado del bienestar), quienes tomen la responsabilidad del cuidado de sus miembros.
El sociólogo alemán Andreas Kemper define el familismo como «una forma de biopolítica en la que se considera que la familia nuclear es uno de los cimientos de la nación y que supedita los derechos reproductivos y de autonomía decisoria del individuo (y de las mujeres, en particular) a la exigencia normativa de reproducción de la nación». El politólogo Cas Mudde señala que el familismo es una de las señas de identidad de la ultraderecha actual. Cita como ejemplo un folleto de una sección local de la Liga Norte de Italia en el que se decía que las mujeres tienen «una gran misión social que cumplir en relación con la supervivencia de nuestra nación».

## La familia como valor constitucional
La familia aparece como valor protegido en el ordenamiento jurídico, las constituciones y declaraciones de derechos; aunque lo que tal cosa signifique es objeto de debate y evolución en el tiempo.

La familia es el elemento natural y fundamental de la sociedad y tiene derecho a la protección de la sociedad y del Estado
Declaración Universal de los Derechos Humanos, artículo 16

La familia es el núcleo fundamental de la sociedad. Se constituye por vínculos naturales o jurídicos, por la decisión libre de un hombre y una mujer de contraer matrimonio o por la voluntad responsable de conformarla.

El Estado y la sociedad garantizan la protección integral de la familia. La ley podrá determinar el patrimonio familiar inalienable e inembargable. La honra, la dignidad y la intimidad de la familia son inviolables.
Constitución Política de Colombia, artículo 42

Los poderes públicos aseguran la protección social, económica y jurídica de la familia.
Constitución española, artículo 39

## Valores familiares en el cristianismo
La Sagrada Familia como modelo de familia cristiana y de sus valores

### Encíclicas
- Humanae vitae (encíclica de Pablo VI, 1968)
- Familiaris consortio (encíclica de Juan Pablo II, 1981)